# Climatiiformes
Los climatiformes (Climatiiformes) son un orden extinto de peces acantodios.  Eran abundantes al final del Silúrico, pero se volvieron más raros a mediados del Devónico; una única familia, la Gyracanthidae, se extendió hasta el Carbonífero, y con ella se extinguió todo el orden en este último periodo.

## Anatomía
Se caracterizan por poseer unas gruesas y recias espinas, huesos dérmicos recubriendo gran parte de los laterales o frontal de la cabeza y una o un grupo de espinas ventrales intercaladas entre las aletas pectorales y pélvicas. Generalmente tienen un cuerpo pequeño, de menos de 15 cm, dientes diminutos, varias coverteras de las branquias, dos aletas dorsales. 

## Sistemática
Podría ser un grupo polifilético, que no obstante se clasifica en:
- Suborden Climatiida †
  - Familia Gyracanthidae †
  - Familia Climatiidae †
    - género Climatius
- Suborden Diplacanthiida †
  - Familia Culmacanthidae †
  - Familia Tetanopsyridae †
  - Familia Diplacanthidae †
- Incertae sedis:
  - Familia Euthacanthidae †